# فرانسوا كروزيه
فرانسوا كروزيه (بالفرنسية: François Crouzet)‏‏ (20 أكتوبر 1922 - 20 مارس 2010 في روما)؛ مؤرخ، وأستاذ جامعي فرنسي.

## الجوائز
- Prix Guizot [الإنجليزية]‏[12]
- زميل الأكاديمية البريطانية